# Bohdan Kieszkowski
Bohdan Kieszkowski (ur. 3 maja 1936 w Zgierzu) – polski społecznik, działacz oświatowy, zarządzał zasobami oświatowymi gminy Zgierz, krajoznawca, działacz społecznej opieki nad zabytkami.

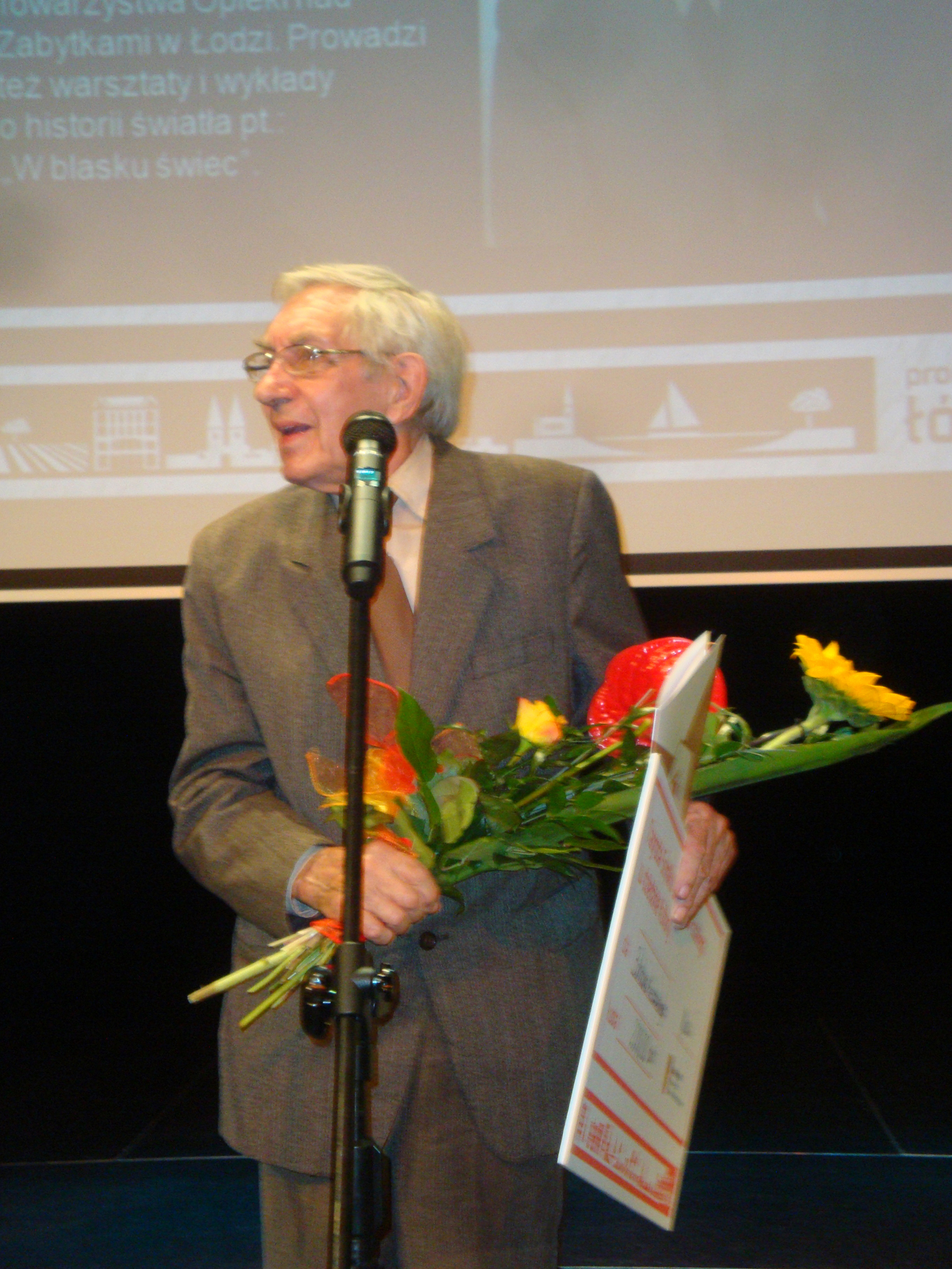
Laureat Nagrody Sejmiku Województwa Łódzkiego w dziedzinie kultury za rok 2018

## Wykształcenie i praca zawodowa
Przed zakończeniem II wojny światowej, w lutym 1945, rozpoczął naukę w drugiej klasie Publicznej Szkoły Powszechnej nr 3 w Zgierzu, którą ukończył w 1950. Po pomyślnie zdanym egzaminie wstępnym rozpoczął naukę w Państwowej Szkole Techniczno-Przemysłowej w Łodzi ul. Żeromskiego 115. Ukończył 5-letnią naukę na wydziale farbiarsko-wykończalniczym i zdał egzamin maturalny w 1955. Zgodnie z wykształceniem podjął pracę zawodową w Centralnym Laboratorium Przemysłu Bawełnianego (ul. Milionowa, róg Piotrkowskiej).
Zasadniczą służbę wojskową odbył w Dęblinie na lotnisku w latach 1956–1959. Po powrocie z wojska rozpoczął pracę w Zgierzu, w Zakładach Barwników "Boruta" w dziale farbiarskiej kontroli technicznej i tam pracował 13 lat. Następnie w Państwowej Inspekcji Handlowej w Łodzi, Zakładach Urządzeń Technicznych ZUT "Bzura". W międzyczasie ukończył szkołę pomaturalną w Łodzi na Widzewie o kierunku "Organizacja i zarządzanie przedsiębiorstwami" co pomogło mu w pracy w administracji ZUT "Bzura". Następnie zarządzał zasobami oświaty na terenie Gminy Zgierz i w tym wydziale Urzędu Gminy Zgierz przepracował 8 lat (do 1994). Szczególnie przyczynił się do budowy szkoły podstawowej w Biesiekierzu Rudnym, rozpoczętej w 1987 oddanej do użytku w roku szkolnym 1991–1992.
Pracował także na poczcie, w zabytkowym gmachu Poczty Głównej Łódź 1 u zbiegu ulic J. Tuwima i J. Kilińskiego w Łodzi, następnie w Okręgowym Urzędzie Przewozu Poczty Łódź 2 przy Dworcu Kaliskim – był tam specjalistą przewozów wartościowych. Stamtąd 31 lipca 1997 odszedł na wcześniejszą emeryturę.

## Działalność społeczna pozazawodowa
Jednocześnie z pracą zawodową działał społecznie na rzecz dzieci i młodzieży Zgierza w ramach organizacji młodzieżowej (ZMS).
Przez jedną kadencję w latach 1970–1974 był ławnikiem w wydziale III Cywilnym Sądu Okręgowego w Łodzi przy pl. H. Dąbrowskiego. Po ukończeniu kursu społecznych kuratorów sądowych w tym sądzie został kuratorem sądowym nieletnich. Zorganizował opiekę nad dziećmi i rodzinami patologicznymi w Zgierzu. Pod egidą Sądu Rejonowego w Zgierzu kierował w latach 1975–1989 liczącą 96 osób grupą młodzieżowych opiekunów, organizujących opiekę nad nieletnimi i rodzinami patologicznymi w Zgierzu.
Członek i działacz Towarzystwa Opieki nad Zabytkami w Łodzi.
Zaangażowany w opiekę nad zabytkami w Łodzi i w Zgierzu, społeczny opiekun zabytków.
Kronikarz sekcji turystycznej ZNP w Klubie Nauczyciela, PTTK, PTSM. Organizator wycieczek i spotkań krajoznawczych z młodzieżą, znany jako Pan Bajka.
Aktywnie uczestniczy w spotkaniach Muzeum Miasta Zgierza. Jest członkiem PTTK od 1974 oraz ZNP w Zgierzu, szczególnie czynny w kole plastycznym Paleta ZNP.
W latach 1989–2009 był mężem Krystyny Wacławskiej.

## Wyróżnienia i odznaczenia
- Złoty Krzyż Zasługi (1989)
- Brązowy Krzyż Zasługi (1979)
- Medal 40-lecia Polski Ludowej (1984)
- Brązowa Odznaka "W Służbie Narodu" (1985)
- Brązowa Odznaka "Za Zasługi w Ochronie Porządku Publicznego" (1989)
- Honorowa Odznaka Miasta Łodzi (1984)
- Odznaka "Przyjaciel Dziecka" TPD (1978)
- Nagroda Sejmiku Województwa Łódzkiego w dziedzinie kultury za rok 2018
- Odznaka honorowa „Zasłużony dla Kultury Polskiej” którą 17 września 2018 r. przyznał mu Minister Kultury i Dziedzictwa Narodowego RP .